# Bonjour Mireille (album, 2004)
Pour les articles homonymes, voir Bonjour Mireille.
Albums de Mireille Mathieu
Liederträume
(2002) Herzlichst, Mireille
(2006)
 Bonjour Mireille  est une compilation de la chanteuse française Mireille Mathieu sortie en 2004 en Allemagne. Elle contient deux CD.

## Chansons de la compilation
- CD 1

1. La dernière valse (Hubert Ithier/Les Reed/Francis Day)
2. Hinter den Kulissen von Paris (Christian Bruhn/Georges Buschor)
3. Tarata-Ting, Tarata-Tong (Christian Bruhn/Georges Buschor)
4. Der Pariser Tango (Christian Bruhn/Georges Buschor)
5. Korsika (Christian Bruhn/Georges Buschor)
6. Hansim Glück (Christian Bruhn/Georges Buschor)
7. Roma, Roma, Roma (Christian Bruhn/R. Bernet)
8. Der Zar und das Mädchen (Christian Bruhn/Georges Buschor/Siegel Musikverlage)
9. La Paloma Ade (S. Yradier/Christian Bruhn/Georges Buschor)
10. Der Wein war aus Bordeaux (Christian Bruhn/Kurt Hertha)
11. Kleine Scwalbe (Christian Bruhn/Günther Berhle)
12. Walzer der Liebe (Christian Bruhn/Robert Jung)
13. Santa Maria de la Mer (Christian Bruhn/Eddy Marnay)
14. Zu Hause wartet Natascha (Christian Bruhn/Gunther Behrle)
15. Nur für Dich (Ralph Siegel/Bernd Meinunger)
16. Die Spatzen von Paris (Christian Bruhn/Georges Buschor)
17. Bonustitel: Hit Medely (Erinnern Sie Sich?)

- CD 2

1. Bravo tu as gagné (Benny Andersson/Charles Level/Björn Ulvaeus/Alain Boublil)
2. On l'appelait Chicano (Eddy Marnay/H. Faltermeyer)
3. A Blue Bayou (Hubert Ithier/Eddy Marnay/J. Nelson/Roy Orbison)
4. Quand on pense à l'amour (Ralph Arnie/Clausen/Jacques Demarny/P. Goehler)
5. Der traurige Tango (Christian Bruhn/Georges Buschor)
6. Il me faut vivre (Bernet/Bruhn)
7. L'amour oublie le temps (Christian Bruhn/Catherine Desage)
8. New-York, New-York (F. Ebb/J. Kander/E. Marney)
9. So leb dein Leben (Jacques Revaux/Claude François/Gilles Thibaut/Charly Niessen)
10. Wann kommst du wieder (Christian Bruhn/Georges Buschor)
11. Le vieux café de la rue d'Amérique (Pierre Katner/Eddy Marnay)
12. Trois milliards de gens sur Terre (Eddy Marnay)
13. Barcarole (Jacques Offenbach/Georges Buschor)
14. Et quand tu seras là (Charles Gaubert/P.A. Dousset)
15. Wenn Kinder singen (Bobby Goldsboro/Michael Kunze)
16. Wenn du mich liebst (Christian Bruhn/Georges Buschor)
17. Bonustitel: Meine erste Liebe (Joachim Heider/Michael Kunze)